# Julie Hyzy
Julie A. Hyzy (* 1959 in Chicago, Illinois) ist eine US-amerikanische Schriftstellerin.

## Leben
Julie Hyzy wuchs in dem Chicagoer Stadtteil Little Village auf. Nach 16 Jahren katholischer Schulerziehung begann sie ein Wirtschaftsstudium an der Loyola University Chicago, welches sie mit einem Bachelor in Business Administration abschloss. Anschließend fand sie Arbeit in einer kleinen Architekturfirma, in einem Gesundheitsmanagementunternehmen und einer regionalen Bank.
Mit dem Roman Deadly Blessings debütierte Hyzy 2005 als Schriftstellerin. Nachdem die damalige First Lady der Vereinigten Staaten Laura Bush im Jahr 2005 mit Cristeta Comerford die erste weibliche Chefköchin in der Geschichte des Weißes Hauses engagierte, begann Hyzy mit der Figur der Ollie Paras eine neue Mysteriebuchreihe, welche 2008 mit State of the Onion ihre erste Veröffentlichung fand. Ein Jahr später wurde sie jeweils mit dem Anthony Award für das Beste Taschenbuch und dem Barry Award für das Beste Taschenbuch ausgezeichnet.
Mit ihrem Ehemann sowie den drei gemeinsamen Töchtern lebt Hyzy in Tinley Park.

## Werke (Auswahl)
Alex-St.-James-Serie
- Deadly Blessings (2005)
- Deadly Interest (2006)
- Dead Ringer (2008)

White House Chef Mysteries (Ollie-Paras-Serie)
- State of the Onion (2008)
- Hail to the Chef (2008)
- Eggsecutive Orders (2010)
- Buffalo West Wing (2011)
- Affairs of Steak (2012)
- Fonduing Fathers (2012)
- Home of the Braised (2014)
- All the President's Menus (2015)

Manor House Mysteries (Grace-Wheaton-Serie)
- Grace Under Pressure (2010)
- Grace Interrupted (2011)
- Grace Among Thieves (2012)
- Grace Takes Off (2013)
- Grace Against the Clock (2014)